# Dichogama amabilis
Dichogama amabilis är en fjärilsart som beskrevs av Heinrich Benno Möschler 1889. Dichogama amabilis ingår i släktet Dichogama och familjen Crambidae. Inga underarter finns listade i Catalogue of Life.